# Travis Knight (animador)
Travis Knight (Hillsboro, 13 de setembro de 1973) é um animador, diretor e produtor estadunidense e o atual CEO e animador principal do estúdio Laika. seu pai é o co-fundador da Nike, Phil Knight.
Foi indicado ao Oscar de melhor filme de animação em 2015 pelo filme The Boxtrolls, ao lado de Graham Annable e Anthony Stacchi, e em 2017 por Kubo and the Two Strings.

## Filmografia
- Coraline (2009)
- ParaNorman (2012)
- The Boxtrolls (2014)
- Kubo and the Two Strings (2016)
- Bumblebee (2018)
- The Six Billion Dollar Man (2020)

## Prêmios e indicações
- Indicado: Oscar de melhor filme de animação - Coraline (2009)
- Indicado: Oscar de melhor filme de animação - The Boxtrolls (2014)
- Indicado: Oscar de melhor filme de animação - ParaNorman (2012)
- Indicado: Oscar de melhor filme de animação - Kubo and the Two Strings (2016)